# Российско-абхазская граница
Российско-абхазская граница — современная сухопутная граница между Российской Федерацией и Абхазией, контролируемой частично признанной Республикой Абхазия. Грузией рассматривается как часть российско-грузинской границы.
Общая протяжённость составляет 255,4 километра, в том числе 233 км сухопутной (на материке) границы (включая 55,9 км речной границы и 177 км собственно сухопутной) и 22,4 км морской границы.
Большая часть границы между Краснодарским краем РФ и Абхазией проходит по реке Псоу, впадающей в Чёрное море. В устье реки расположен посёлок Весёлое, в котором действует основной контрольно-пропускной пункт российско-абхазской границы — «Псоу» (автомобильный, железнодорожный и пешеходный), работающий круглосуточно.
Расстояние до границы от Адлера — 8 км; от границы до Гагры — 22 км, до Пицунды — 47 км, до Сухума — 102 км.
Общая протяжённость российской и абхазской зон пограничного контроля, а также таможенного досмотра составит около 150 метров.
Делимитация границы началась в 2011 году. Тогда же всплыла старая проблема принадлежности села Аибга.
Согласно соглашениям российских властей с частично признанной республикой от 3 декабря 2009 года, были введены взаимные безвизовые поездки (сроком до 90 дней) по внутренним паспортам России и Абхазии.
Согласно законодательству Грузии, в частности закону «об оккупированных территориях» 2008 года, данный регион является неотъемлемой частью её территории — Абхазской Автономной Республикой. Граждане иностранных государств не имеют права пересекать границу между Россией и Абхазией под страхом преследования по уголовному законодательству Грузии, которое предусматривает за это лишение свободы или денежный штраф. Въезд в спорный регион и выезд из него возможен только через Зугдиди.

## История
В связи с относительно успешным продвижением грузинских войск в 1918 году до Туапсе Советско-грузинский договор 7 мая 1920 года определил границу между РСФСР и Грузией по реке Псоу. Пиленковская волость («Пиленково» в тот период назывался Цандрипш), а также весь Гагринский уезд, населённый преимущественно армянами (25,7 %) и русскими (21,9 %), вошли таким образом в состав независимой Грузии. Однако граница по Псоу в первый раз проходила недолго: уже в 1921 г. Абхазия была советизирована, включена на договорной основе в состав ГССР, а её северная граница была смещена к реке Багрыпста (Холодная). Пиленковская волость была таким образом передана Кубано-Черноморской губернии РСФСР. Однако Абхазская АССР инициировала территориальный спор с РСФСР, который длился 7 лет, и закончился присуждением Абхазии всех спорных участков. В 1929 году Пиленковская волость была присоединена к Гагрскому району ССР Абхазии, и Псоу вновь стала южной границей РСФСР, а затем и Российской Федерации.

## Пограничные регионы
Регионы Абхазии, граничащие с Россией:
• Гагрский район
 Регионы России, граничащие с Абхазией:
•  Краснодарский край
•  Карачаево-Черкесия